# Loutrophoros des Olympichos

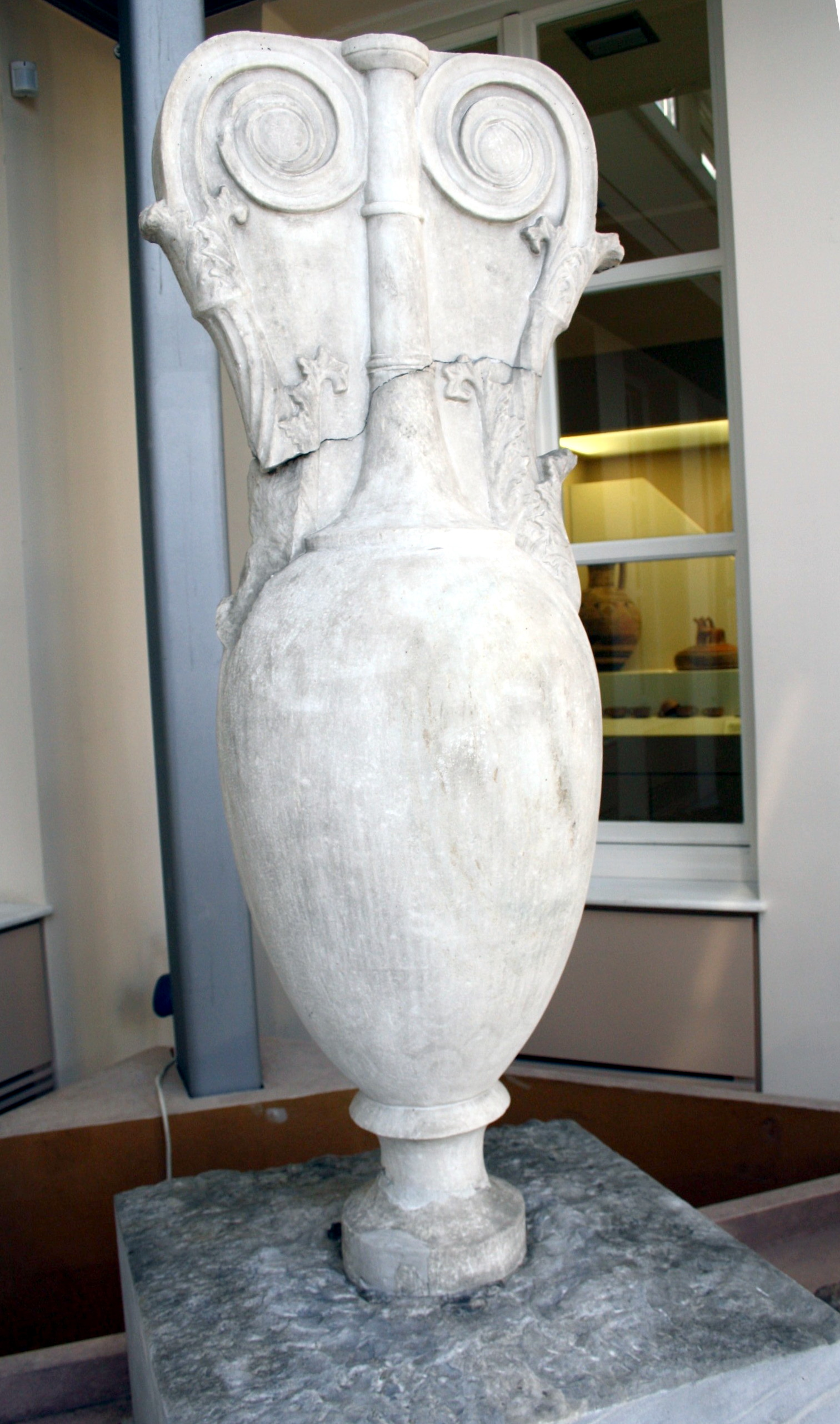
Original im Kerameikos-Museum

Die Loutrophoros des Olympichos ist ein Grabdenkmal auf dem antiken athenischen Friedhof Kerameikos.
Die Loutrophoros des Olympichos wurde östlich des ersten Nebenweges südlich der Hiera Hodos gefunden. Die etwa 120 Zentimeter hohe Skulptur steht hinter dem Grabbezirk der Antidosis, war aber dennoch vom Nebenweg aus für Passanten sichtbar. Sie stand auf einer würfelförmigen Basis aus Kalkstein. Auf der Basis stand eine Inschrift mit der Widmung der Grabvase: Olympichos, Sohn des Diodoros aus dem Demos Skambonidai. Die Basis ist anders als die übrigen Basen in der Region des Kerameikos an originaler Stelle erhalten geblieben. Die Loutrophoros wurde nur wenig entfernt davon gefunden. Sie ist schon in der Antike in die Erde gekommen. Die Skulptur ist bis auf den Mündungsteller und Absplitterungen am rechten Henkel nahezu komplett erhalten, am Hals war sie jedoch gebrochen. Auf der Vorderseite waren die massiven Henkel reliefiert ausgeführt, auf der Rückseite waren sie nur aufgemalt. Beim Auffinden der Statue waren noch Reste der Farbe vorhanden. 

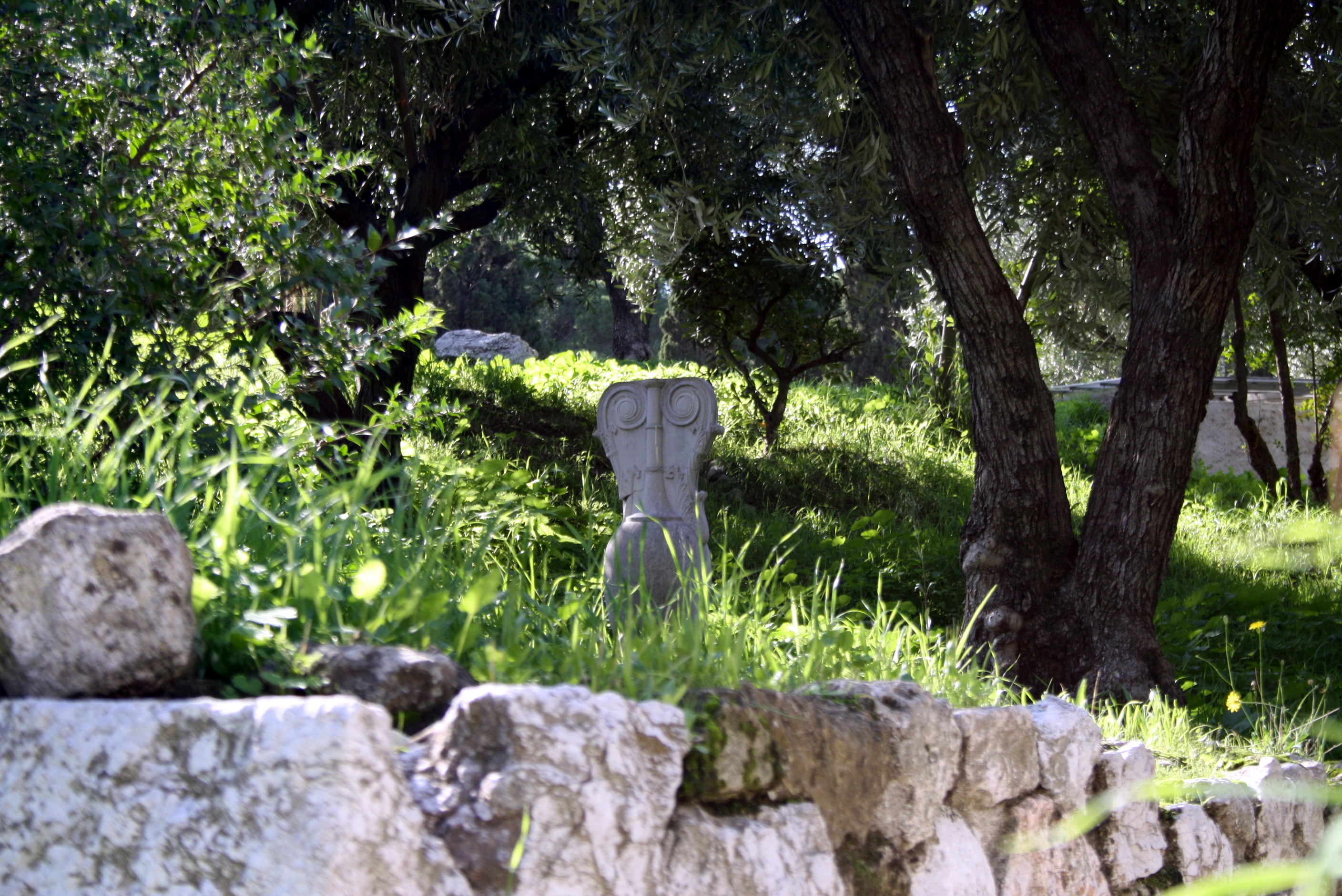
Kopie im Gelände

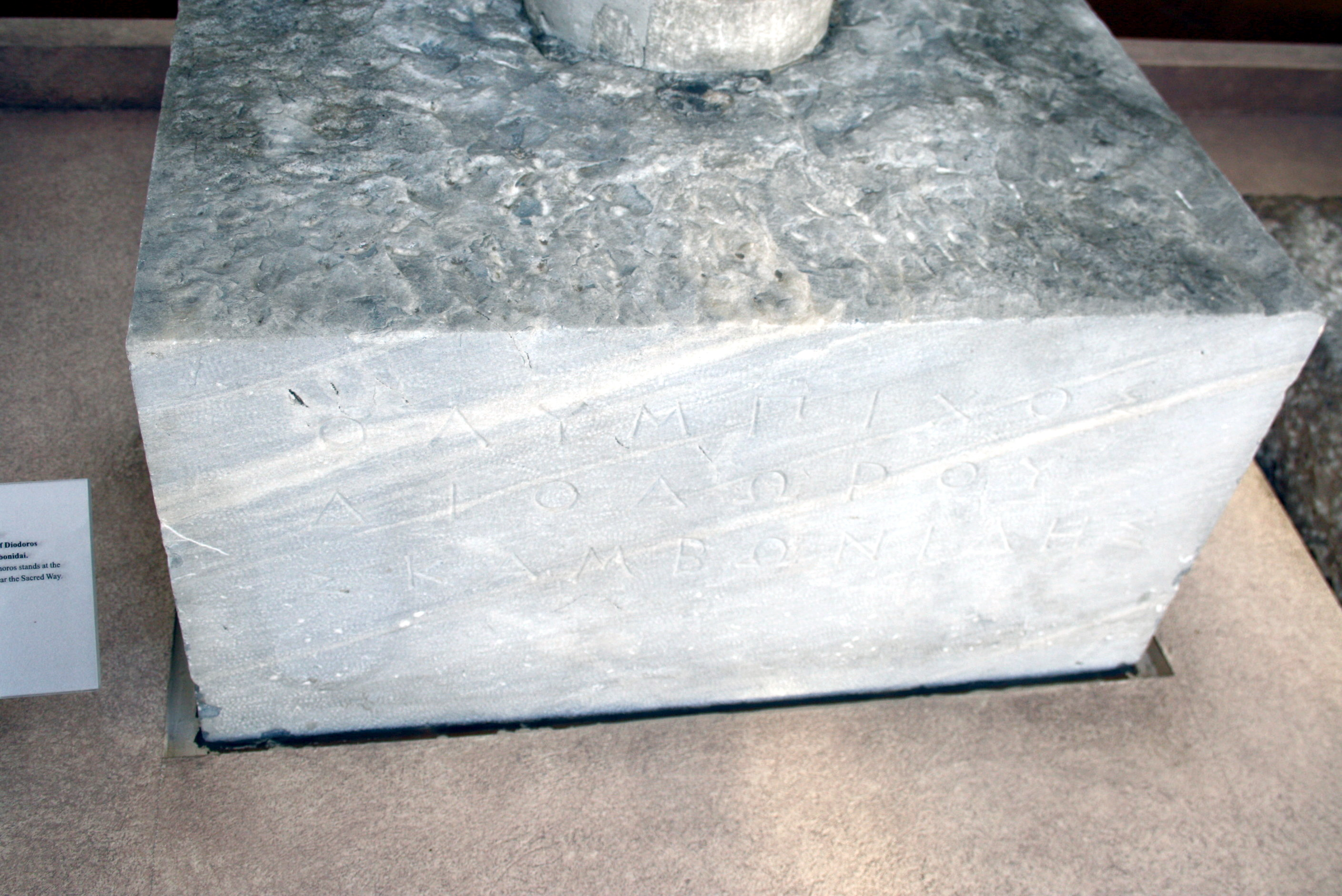
Basis mit Inschrift

Diodoros aus dem Demos aus Skambonidai ist aus antiken Quellen bekannt. Von 377/76 v. Chr. bis 374/73 v. Chr. war er als Grammateus (Sekretär) der attischen Vertreter beim delisch-attischen Seebund und mit Vertretern anderer Bündnispartner als sogenannte Amphytionen zum Schutz des delischen Apollon-Heiligtums abgestellt. Diodoros’ Vater war ebenfalls ein Olympichos aus dem Demos aus Skambonidai. Wahrscheinlich war Hippostrate, Tochter des Diodoros aus dem Demos aus Skambonidai, seine Schwester. Olympichos ist wahrscheinlich, so legt es die Verwendung der Loutrophoros als Grabschmuck nahe, unverheiratet gestorben.
Die Loutrophoros und das zugehörige Grabmal wurden um 370 v. Chr. errichtet. Das Original wird heute im Kerameikos-Museum ausgestellt. Im Gelände findet sich am Fundplatz eine Kopie in Form eines Gipsabgusses. Das Original wurde 1932 bei den von Karl Kübler geleiteten Ausgrabungen des Deutschen Archäologischen Instituts Athen gefunden.